# Бахчи-Эли (Симферопольский район)

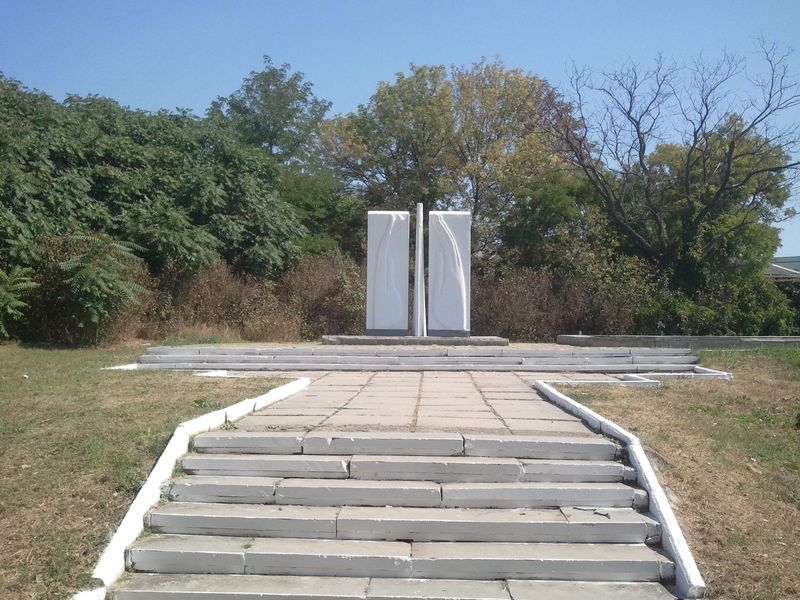
Братская могила умерших в госпиталях советских воинов на бахчиэльском кладбище, 1944—1945 годы, памятник установлен в 1963 году

Бахчи́-Эли́ (укр. Бахчи-Елі, крымскотат. Bağça Eli, Багъча Эли) — село, вошедшее в состав Симферополя, располагавшееся в северной части города, на левом берегу Малого Салгира у места впадения правого притока Боурчи.

## История
Поселение Бахчи-Эли в последний период Крымского ханства относилось к Акъмечетскаго каймаканства Акмечетскому кадылыку, что записано в Камеральном Описании Крыма 1784 года (как Бакче Эли). После присоединения Крыма к России (8) 19 апреля 1783 года, (8) 19 февраля 1784 года, именным указом Екатерины II сенату, на территории бывшего Крымского Ханства была образована Таврическая область и деревня была приписана к Симферопольскому уезду. Деревня упоминается, как Бахтишэли, под 1794 годом, в которой находилась водяная мельница, которая приводится в движение маленьким протоком Бала-Салгир, соединённым с ещё меньшим — Абдаллой, в труде Петра Палласа «Наблюдения, сделанные во время путешествия по южным наместничествам Русского государства». После Павловских реформ, с 1796 по 1802 год, входила в Акмечетский уезд Новороссийской губернии. По новому административному делению, после создания 8 (20) октября 1802 года Таврической губернии, Бахчи-Эли был включён в состав Эскиординской волости Симферопольского уезда.
Согласно Ведомости о всех селениях в Симферопольском уезде состоящих с показанием в которой волости сколько числом дворов и душ… от 9 октября 1805 года, в Бакчи Эли в 17 дворах проживало 97 крымских татар, а, на военно-топографической карте генерал-майора Мухина 1817 года в деревне Бахчиели числилось 20 дворов. После волостной реформы 1829 года деревню отнесли к Сарабузской волости. На карте 1836 года в деревне 12 дворов, а на карте 1842 года в Бахчи-Эли всего 9 дворов.
В 1860-х годах, после земской реформы Александра II, деревня осталась в составе преобразованной Сарабузской волости.
В «Списке населённых мест Таврической губернии по сведениям 1864 года» по результатам VIII ревизии 1864 года записаны 2 деревни Бакчи Эли с 5 и 4 дворами, 36 жителями при речке Малом Салгире (смешанное русско-татарское население) и 2 мечетями, потому что на военной карте 1865 года деревня обозначена одна в 9 дворов и примыкающий к ней хутор Шаховского, который, видимо и дал русское население при переписи. В «Памятной книге Таврической губернии 1889 года» по результатам Х ревизии 1887 года записана одна деревня Бахчи-Эли, с 18 дворами и 101 жителем. 12 мая 1889 года в селении был открыт известковый завод, принадлежавший купцу Якову Минаевичу Демьянченко.
После земской реформы 1890-х годов Бахчи-Эли включили в состав Подгородне-Петровской волости. В «…Памятной книжке Таврической губернии на 1892 год» в Сарабузском сельском обществе записаны 2 деревни Бахче-Эли: 1-я, в которой числилось 18 жителей в 4 домохозяйствах и Бахче-Эли 2-я — с 59 жителями в 13 дворах. По «…Памятной книжке Таврической губернии на 1902 год» вновь в одной деревне Бахче-Эли, входившей в Сарабузское сельское общество, числилось 77 жителей в 17 домохозяйствах. На 1902 год в деревне работал фельдшер, в 1914 году — 2 земские школы. По Статистическому справочнику Таврической губернии. Ч.II-я. Статистический очерк, выпуск шестой Симферопольский уезд, 1915 год, в деревне Бахчи-Эли Подгородне-Петровской волости Симферопольского уезда числилось 500 дворов со смешанным населением без приписных жителей, но с 5000 — «посторонними», из которых 2400 мужчин и 2600 женщин. Жители владели 1960 десятинами удобной земли. В хозяйствах имелось 12 лошадей и 9 коров. Согласно списку 1915 года «…русских подданных из австрийских, венгерских или германских выходцев» землевладельцев, опубликованном в газете «Таврические губернские ведомости» в апреле 1915 года, при деревне Бахче-Эли значатся владевшие участками усадебной земли: Фишер Генрих Иванович — 1 десятина 2229 квадратных саженей, Фишер Генрих Иоганович (возможно, одно и то же лицо), имевший 1 десятину 1309 кв.саж. и Гардок Иосиф Иоганович — 451 квадратная сажень. На 1917 год в селении действовала больница (врач и 3 фельдшера).

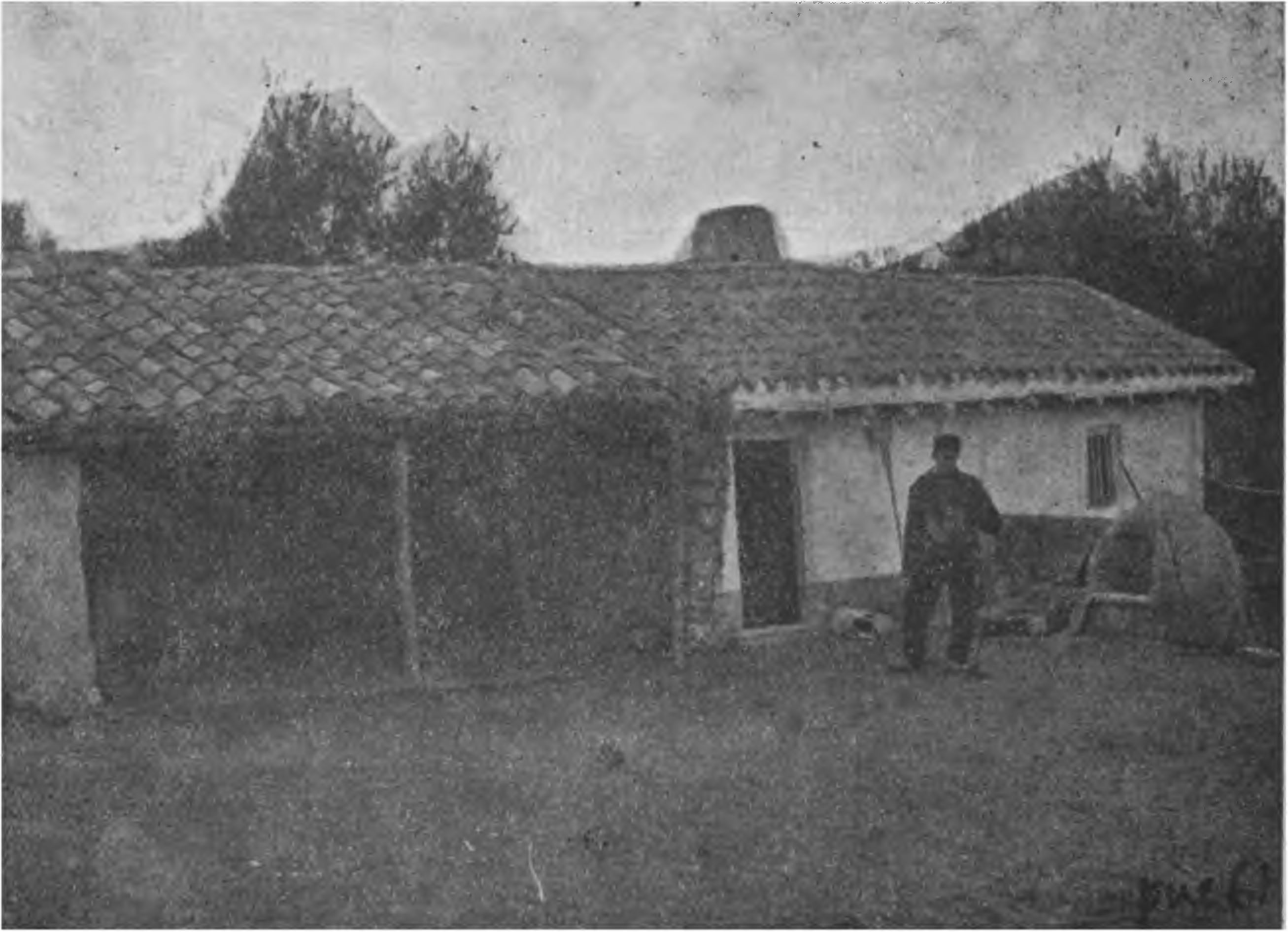
Татарский дом в деревне, 1924 г.

После установления в Крыму Советской власти, по постановлению Крымревкома от 8 января 1921 года была упразднена волостная система и село включили в состав вновь созданного Подгородне-Петровского района Симферопольского уезда, а в 1922 году уезды получили название округов. 11 октября 1923 года, согласно постановлению ВЦИК, в административное деление Крымской АССР были внесены изменения, в результате которых был ликвидирован Подгородне-Петровский район и образован Симферопольский и село включили в его состав. Согласно Списку населённых пунктов Крымской АССР по Всесоюзной переписи 17 декабря 1926 года, в пригороде Бахчи-Эли, центре Бахчи-Элинского сельсовета Симферопольского района, числилось 559 дворов, все крестьянские, население составляло 2660 человек, из них , 1963 русских, 192 немца, 166 украинцев, 69 белорусов, 43 грека, 33 армянина, 33 еврея, 29 эстонцев, 17 татар, 14 болгар, 12 латышей, 9 чехов, 80 записаны в графе «прочие». (Есть версия, что по той же переписи в селе проживало 227 греков). К 1940 году Бахчи-Элинский сельсовет уже не существовал, на картах 1941 и 1942 годов Бахчи-Эли не обозначен — видимо, к этому времени уже был включён в состав Симферополя.
Бахчиэльское кладбище вошло в городскую черту. В весной и летом 1944 года тут массового хоронили советских воинов умерших в госпиталях. В 1963 году установлен монумент. Братская могила советских воинов — объект культурного наследия народов РФ местного значения.

## Динамика численности населения
| - 1805 год — 97 чел. - 1864 год — 36 чел. - 1889 год — 101 чел. - 1892 год — 77 чел. | - 1902 год — 77 чел. - 1915 год — 0/5000 чел. - 1926 год — 2660 чел. |